# Aralar
Aralar – hiszpańska regionalna partia polityczna działająca na terenie Kraju Basków i we wspólnocie autonomicznej Nawarry z siedzibą w Pampelunie. Istniała w latach 2001–2017.

## Historia
Było ugrupowaniem reprezentującym baskijki nacjonalizm o profilu socjalistycznym, feministycznym i separatystycznym, deklarującym sprzeciw wobec wykorzystywania przemocy. Partia posiadała status obserwatora w Wolnym Sojuszu Europejskim.
Na potrzeby wyborów europejskich w 2009 partia przystąpiła do koalicji ugrupowań regionalnych współtworzonej przez Republikańską Lewicę Katalonii i Galisyjski Blok Nacjonalistyczny, która uzyskała 1 mandat. Na ostatni rok kadencji objął go działacz Aralar Inaki Irazabalbeitia.
Ugrupowanie w 2003 po raz pierwszy uzyskało niewielką reprezentację w parlamencie regionalnym Nawarry, a w 2005 w parlamencie regionalnym Kraju Basków.
W 2011 partia Aralar weszła w skład baskijskiej koalicji Amaiur, wprowadzając swojego przedstawiciela do Kongresu Deputowanych. W 2012 przystąpiła w skład nowej koalicji regionalnej EH Bildu.
W 2017 formacja została rozwiązana.